# Michał Buchalik
Michał Buchalik (ur. 3 lutego 1989 w Rybniku) – polski piłkarz występujący na pozycji bramkarza.

## Kariera
Rozpoczynał karierę w rybnickich klubach: Górniku Boguszowice, RKP Rybnik oraz Energetyku ROW Rybnik. W barwach tego ostatniego zespołu zadebiutował w seniorskim futbolu. Latem 2008 roku został zawodnikiem Odry Wodzisław Śląski i jako jej piłkarz rozegrał swój pierwszy mecz w Ekstraklasie. W czerwcu 2011 roku Buchalik podpisał kontrakt z Lechią Gdańsk. 30 sierpnia 2013 roku Buchalik rozwiązał kontrakt z Lechią i został zawodnikiem innego klubu z Ekstraklasy – Ruchu Chorzów. 1 czerwca 2014 roku Michał Buchalik wraz z Ruchem Chorzów zdobył 3 miejsce w Ekstraklasie tym samym dostając się do eliminacji Ligi Europy. Po sezonie nie przedłużył kontraktu z Ruchem, skutkiem czego na zasadzie wolnego transferu podpisał kontakt z Wisłą Kraków. W barwach Wisły zadebiutował 18 lipca 2014 roku w wyjazdowym meczu przeciwko Górnikowi Łęczna, mecz zakończył się remisem 1:1. 23 grudnia 2021, za porozumieniem stron, rozwiązał umowę z Wisłą Kraków, a dzień później poinformowano, że podpisał kontrakt z Lechią Gdańsk.

## Statystyki kariery
(aktualne na dzień 21 maja 2022)
| Klub                  | Sezon              | Liga               | Liga  | Liga   | Puchar Polski | Puchar Polski | Puchar Ekstraklasy | Puchar Ekstraklasy | Suma  | Suma   |
| Klub                  | Sezon              | Liga               | Mecze | Bramki | Mecze         | Bramki        | Mecze              | Bramki             | Mecze | Bramki |
| --------------------- | ------------------ | ------------------ | ----- | ------ | ------------- | ------------- | ------------------ | ------------------ | ----- | ------ |
| Odra Wodzisław Śląski | 2008/09            | Ekstraklasa        | 0     | 0      | 0             | 0             | 2                  | 0                  | 2     | 0      |
| Odra Wodzisław Śląski | 2009/10            | Ekstraklasa        | 4     | 0      | 2             | 0             | –                  | –                  | 6     | 0      |
| Odra Wodzisław Śląski | 2010/11            | I liga             | 25    | 0      | 0             | 0             | –                  | –                  | 25    | 0      |
| Odra Wodzisław Śląski | Ogólnie            | Ogólnie            | 29    | 0      | 2             | 0             | 2                  | 0                  | 33    | 0      |
| Lechia Gdańsk         | 2011/12            | Ekstraklasa        | 1     | 0      | 0             | 0             | –                  | –                  | 1     | 0      |
| Lechia Gdańsk         | 2012/13            | Ekstraklasa        | 25    | 0      | 1             | 0             | –                  | –                  | 26    | 0      |
| Lechia Gdańsk         | Ogólnie            | Ogólnie            | 26    | 0      | 1             | 0             | 0                  | 0                  | 27    | 0      |
| Ruch Chorzów          | 2013/14            | Ekstraklasa        | 27    | 0      | 0             | 0             | –                  | –                  | 27    | 0      |
| Wisła Kraków          | 2014/15            | Ekstraklasa        | 36    | 0      | 0             | 0             | –                  | –                  | 36    | 0      |
| Wisła Kraków          | 2015/16            | Ekstraklasa        | 0     | 0      | 1             | 0             | –                  | –                  | 1     | 0      |
| Wisła Kraków          | 2016/17            | Ekstraklasa        | 0     | 0      | 0             | 0             | –                  | –                  | 0     | 0      |
| Wisła Kraków          | 2017/18            | Ekstraklasa        | 18    | 0      | 2             | 0             | –                  | –                  | 20    | 0      |
| Wisła Kraków          | 2018/19            | Ekstraklasa        | 3     | 0      | 1             | 0             | –                  | –                  | 4     | 0      |
| Wisła Kraków          | 2019/20            | Ekstraklasa        | 31    | 0      | 0             | 0             | –                  | –                  | 31    | 0      |
| Wisła Kraków          | 2020/21            | Ekstraklasa        | 3     | 0      | 1             | 0             | –                  | –                  | 4     | 0      |
| Wisła Kraków          | Ogólnie            | Ogólnie            | 118   | 0      | 5             | 0             | 0                  | 0                  | 123   | 0      |
| Lechia Gdańsk         | 2021/22            | Ekstraklasa        | 1     | 0      | 0             | 0             | –                  | –                  | 1     | 0      |
| Ogólnie w karierze    | Ogólnie w karierze | Ogólnie w karierze | 174   | 0      | 8             | 0             | 2                  | 0                  | 184   | 0      |